# Vela ai Giochi della IV Olimpiade - 12 metri
La competizione della categoria 12 metri  di vela ai Giochi della IV Olimpiade si tenne dal 27 al 28 luglio 1908 presso Ryde, Isola di Wight

## Risultati
Si disputarono 2 regate delle 3 previste sulla distanza di 26 miglia. La classifica era stilata secondo il numero di vittorie, seguito dai punti assegnati come (3-2-1) per primi tre posti in ogni regata. Non si disputò la terza regata per risultato già acquisito.
| Pos.    | Barca                 | Equipaggio | Vittorie | Punti Totali | 1ª regata | 1ª regata | 1ª regata | 2ª regata | 2ª regata | 2ª regata |
| Pos.    | Barca                 | Equipaggio | Vittorie | Punti Totali | Pos.      | Tempo     | Punti     | Pos.      | Tempo     | Punti     |
| ------- | --------------------- | --- | -------- | ------------ | --------- | --------- | --------- | --------- | --------- | --------- |
| Oro     | Hera Regno Unito      | Thomas Glen-Coats Arthur Downes Henry Downes John Buchanan David Dunlop John Mackenzie Gerald Tait James Bunten Albert Martin Robert Aspin                          | 2        | 6            | 1°        | 3h19'41"  | 3         | 1°        | 4h47'40"  | 3         |
| Argento | Mouchette Regno Unito | Charles MacIver Charles R. MacIver James Baxter William Davidson James Spence Thomas Littledale John Jellico Colin McLeod Robertson J. Graham Kenion J. A. Gardiner | 0        | 4            | 2°        | 3h21'21"  | 2         | 2°        | 4h48'42"  | 2         |